# Cent (monnaie)
Pour les articles homonymes, voir Cent.
 (mars 2017).
Si vous disposez d'ouvrages ou d'articles de référence ou si vous connaissez des sites web de qualité traitant du thème abordé ici, merci de compléter l'article en donnant les références utiles à sa vérifiabilité et en les liant à la section « Notes et références ».
Le cent (/sɛnt/ ; symboles : ¢ ou c) est l'unité monétaire divisionnelle de plusieurs pays. Il vaut 1/100 de l'unité monétaire principale.
On le trouve dans les pays utilisant une monnaie appelée dollar ou l'euro, dont les États-Unis, le Canada, l'Australie, la Nouvelle-Zélande, Singapour, Hong Kong, Taïwan, la Barbade, les Bahamas, le Belize, les Bermudes, le Brunei, les Fidji, la Grenade, la Jamaïque, le Liberia, la Namibie, le Zimbabwe, de nombreuses îles des Caraïbes et l'Union européenne. C'est également la subdivision du florin néerlandais, ancienne monnaie des Pays-Bas avant le passage à l'euro.
C'est Gouverneur Morris qui propose un système de monnaie décimal pour les États-Unis et invente le mot  cent pour désigner le centième de dollar.
Concernant l'euro, l'usage varie selon les pays. Certains appellent le centième d'euro du nom de l'ancienne subdivision : en France, le terme officiel est « centime », en Espagne, c'est céntimo, en Grèce λεπτό / leptó. D'autres pays ont adopté le terme « cent ».
Pour lever l’ambigüité avec le dollar, on parle parfois d'« eurocent ».
À noter que les traités instaurant l'euro prévoient, pour défendre une image de cohérence de la monnaie unique à travers les divers États-membres, que le nom de la monnaie est « euro » et « cent » – sans flexion de nombre ou de cas – dans sa version écrite sur les pièces de monnaie et billets de banque afin de ne pas privilégier une langue par rapport à une autre.